# Rozvodový řemen

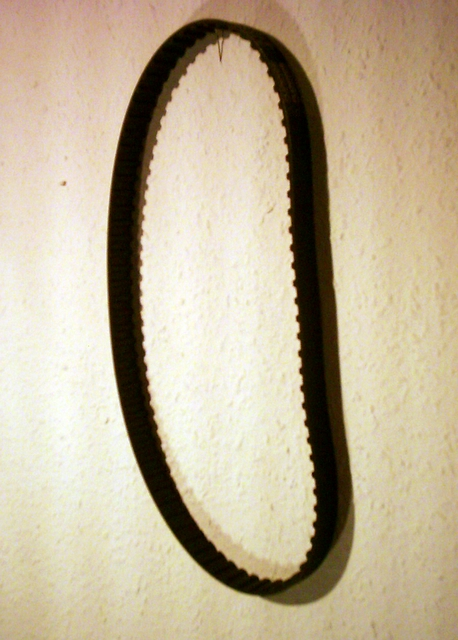
Rozvodový řemen

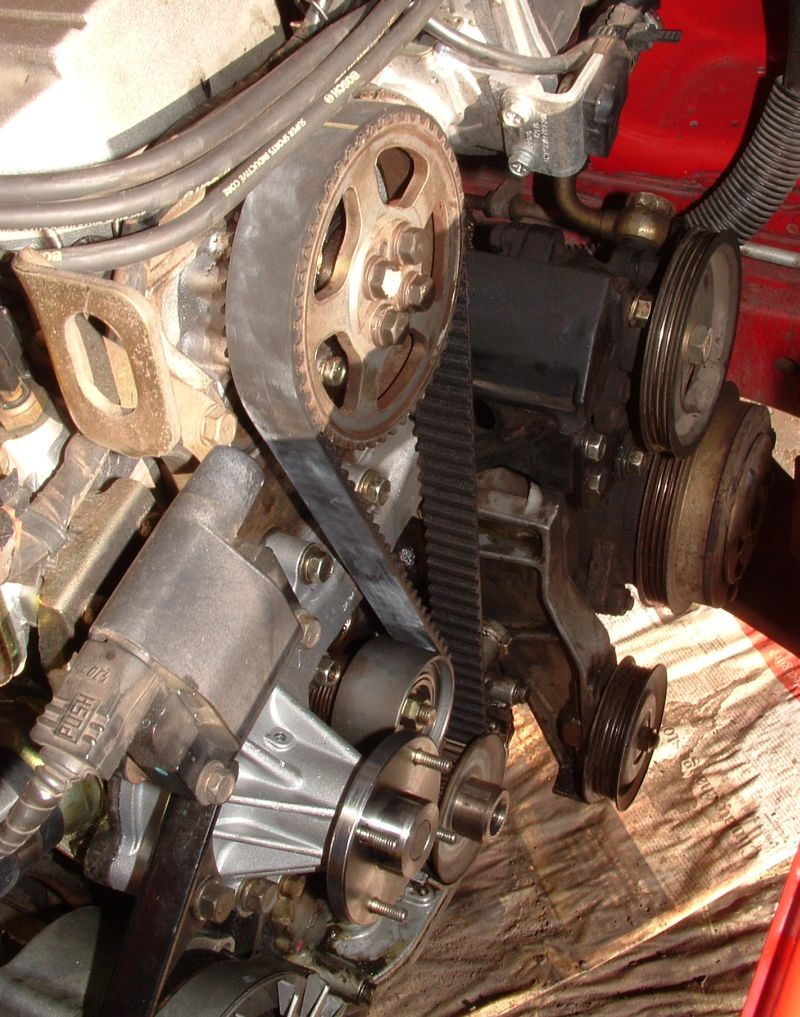
Rozvodový řemen na motoru Nissan RB30E Engine. Horní ozubené kolo - vačkový hřídel, spodní ozubené kolo - klikový hřídel, hladké kolo uprostřed je napínák řemenu.

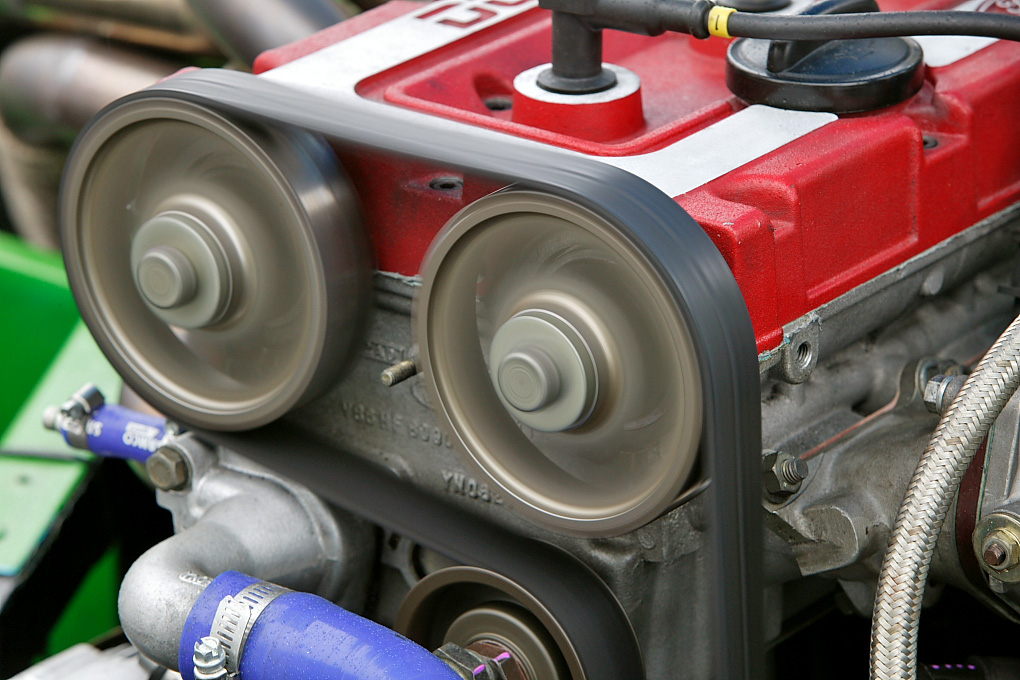

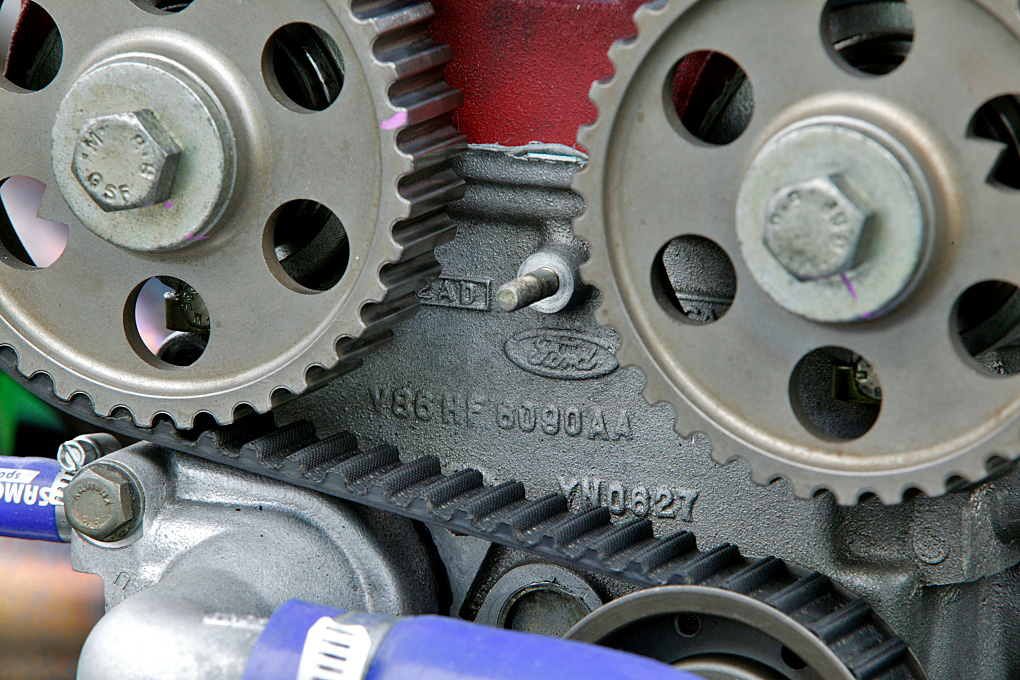

Rozvodový řemen slouží ve spalovacím motoru k přenosu pohybu a přesné synchronizaci mezi klikovou hřídelí a vačkovou hřídelí. Rozvodový ozubený řemen vyniká oproti rozvodovému řetězu, který je výrobně dražší, dostatečnou tuhostí a tichým chodem. Životnost rozvodového řemene se určuje počtem najetých kilometrů, při výměně je nutné dodržet správnou polohu všech ozubených kol, aby se předešlo poškození motoru. Narušení synchronizace pístů a ventilů ohrožuje funkčnost motoru a může vést k jeho destrukci.